# Фьодор Черенков
Фьодор Черенков е бивш съветски и руски футболист. Един от най-добрите футболисти на Спартак Москва през 80-те години. Той е футболистът с най-много мачове с „червено-бялата“ фланелка – 515.

## Клубна кариера
Започва кариерата си в школата на Спартак. През 1977 г. ръководителят на отбора Николай Старостин го взима в дублиращия тим на „червено-белите“. Черенков е наложен в отбора от Константин Бесков и скоро разкрива пълния си потенциал. През 1983 г. става шампион на СССР и за първи път в кариерата си попада под номер 1 в „Списък 33 най-добри“. Също така той е избран за футболист на годината от списание „Футбол“. През 1987 г. и 1989 г. той отново е шампион на страната и номер 1 в „Списък 33 най-добри“. През 1989 г. е удостоен с приз за вярност на отбора. Същата година той става за втори път в кариерата си футболист на годината според „Футбол“. През 1990 г. решава да пробва силите си зад граница заедно със Сергей Родионов отиват в Ред Стар Париж. Там Черенков остава само половин година и през 1991 отново играе за Спартак. Черенков възобновява кариерата си през 1993 година, като става шампион на Русия с „червено-белите“.

## Национален отбор
За първи път в отбора на СССР Фьодор е повикан през 1979 г. Той записва 34 мача и вкарва 12 попадения. Също така има 10 мача и 6 гола за олимпийския тим. Черенков не успява да стане постоянен играч на СССР, тъй като треньорът Валери Лобановски изгражда отбора от украински футболисти и Фьодор не успява да се адаптира.

## Болест
През 1984 г. е диагностициран с параноя. Според Вячеслав Чанов първият такъв пристъп Черенков е получил преди мача с Андерлехт в Купата на УЕФА. Заболяването на полузащитника се обостря в четните години, поради което той така и не успява да играе на голям форум за съветския национален отбор.